# Paratlanticus palgongensis
Paratlanticus palgongensis är en insektsart som beskrevs av Rentz, D.C.F. och G.R. Miller 1971. Paratlanticus palgongensis ingår i släktet Paratlanticus och familjen vårtbitare. Inga underarter finns listade i Catalogue of Life.